# François Endene
François Herbert Endene Elokan (sinh ngày 20 tháng 10 năm 1978) là một tiền đạo người Cameroon. Anh từng thi đấu cho Câu lạc bộ bóng đá Cần Thơ. Sinh ở Cameroon nhưng anh lại mang hộ chiếu México.

## Sự nghiệp
Endene đã từng chơi cho 10 đội bóng khác nhau ở các quốc gia México, Ba Lan, Albania và Việt Nam và T&T Hà Nội là đội bóng thứ 11 mà anh thi đấu. Anh đã chơi cho Raja Casablanca (2002-2004), Podbeskidzie Bielsko-Biała (2004-2005), Pogoń Szczecin (tháng 7 đến tháng 12 năm 2005), ŁKS Łódź (tháng 1 đến tháng 6 năm 2006), KS Besa Kavajë (2006-2008). Năm 2008, anh chuyển sang chơi cho Thể Công và ngay lập tức trở thành trụ cột của đội bóng này, giúp đội bóng trụ hạng.Sang đến mùa giải 2008-2009, do quãng thời gian đầu mùa giải anh sa sút phong độ cộng thêm việc tập luyện không chuyên cần khiến ban lãnh đạo Thể Công quyết định bán anh cho T&T Hà Nội. Ở T&T Hà Nội, anh cùng tiền đạo số một Việt Nam Lê Công Vinh trở thành bộ đội sát thủ giúp T&T thi đấu như lột xác ở giai đoạn hai V-League 2008-2009, và giúp đội bóng đứng ở vị trí thứ 2 sau tân vô địch SHB Đà Nẵng.